# Wilhelm Schmidt (Politiker, November 1878)
Wilhelm Heinrich Martin Schmidt (* 23. November 1878 in Rhena; † 20. Juni 1948 ebenda) war ein deutscher Schreiner und Politiker (Waldeckischer Volksbund).
Schmidt war der Sohn des Kötners Johann Philipp Schmidt (1829–1904) und dessen Ehefrau Johanne Luise geborene Potthof (1842–1903). Er heiratete am 28. März 1910 in Rhena Bertha Christine Wilhelmine Emde (1890–1970). Schmidt lebte als Schreiner in Rhena.
1919 (als Nachrücker für den verstorbenen Karl Reins) bis 1922 war er für den Waldeckischen Volksbund Abgeordneter in der Verfassungsgebenden Waldeck-Pyrmonter Landsvertretung.